# Awase
Awase ist ein Album der Band Ronin des Schweizer Pianisten, Bandleaders und Komponisten Nik Bärtsch, das im Oktober 2017 im Studio La Buissonne in der Provence aufgenommen und im darauffolgenden Jahr beim Label ECM veröffentlicht wurde. Das japanische Wort Awase stammt aus dem Bereich der Kampfkunst (Aikido) und bedeutet so viel wie „sich gemeinsam fortbewegen“ im Sinne von Energien, die es miteinander zu verschmelzen gilt.

## Titelliste
Alle Kompositionen von Nik Bärtsch, sofern nicht anders angegeben.
1. Modul 60 – 5:08
2. Modul 58 – 18:19
3. A (Sha) – 8:23
4. Modul 36 – 13:37
5. Modul 34 – 8:51
6. Modul 59 – 11:01

## Besetzung
- Nik Bärtsch – Piano
- Sha – Altsaxophon, Bassklarinette
- Thomy Jordi – Bass
- Kaspar Rast – Schlagzeug

## Rezeption

### Rezensionen
In der PopMatters-Kritik von John Garratt heißt es: „Ronin ist jetzt ein Quartett. Der Schlagzeuger Andi Pupato hat die Band verlassen, so dass Kaspar Rast alle Schlagzeugaufgaben übernimmt. Der Bassist Björn Meyer wurde durch Thomy Jordi ersetzt, was bedeutet, dass die Anzahl der Saiten an diesem Instrument um zwei gesunken ist. Die Band musste sich umgewöhnen, um den knackigen Sound zu produzieren, für den sie bereits bekannt war. Das führte zu einigen angenehmen Entdeckungen. … Die Tatsache, dass drei von Awases sechs Tracks aus Nik Bärtschs Vergangenheit stammen, könnte den falschen Eindruck erwecken, dass er und Ronin unter einer kreativen Dürre leiden. Bei anderen Bands mag das der Fall sein. Ronin schwingt auf einer anderen Frequenz, wo das Umrüsten eines alten Songs genauso erfrischend ist wie das Schreiben eines ganz neuen Songs. Langsame Evolution ist immer noch Evolution“.
In der AllMusic-Rezension von Thom Jurek heißt es: „Awase zeigt, dass Bärtschs ästhetische Methodik für jeden, der sie schon einmal gehört hat, sofort erkennbar ist. Allerdings hat er auch die Farb-, Textur- und Klangfarbenpalette erweitert, indem er der skelettartigen Musik von Ronin eine schärfere Körperlichkeit verlieh und sie in leichter zugänglichen harmonischen Kompositionen extrapolierte – ohne dabei die geheimnisvollen Schichten in ihrem Herzen zu opfern“.
Mike Jurkovic, Rezensent von All About Jazz, sagte: „Die Musik spielt mit unseren Köpfen, allerdings auf eine schwindelerregende, großartige Art und Weise, indem sie einfache Patterns verwendet, die sich nicht um Downbeats oder Erwartungen drehen, und mantraartige Kompositionsgruppen (oder ›Module‹, wie Bärtsch seine Werke nennt) mit purem minimalistischem Groove, die sich ausdehnen, zusammenziehen und wieder ausdehnen, je nach Lust und Laune des Komponisten und der Spieler.“
Peter Margasek bemerkte im Chicago Reader: „Awase (ECM) ist zwar eindeutig das Produkt einer schlankeren Combo als die auf Llyria zu hörende – mit Jordi, der einen rhythmischeren Ansatz für die Basslinien wählt als Meyer –, aber der Bandleader hat an seiner minimalistischen Vision festgehalten und eine hypnotische Matrix geschaffen, in der sich einzelne Teile heimlich in improvisatorischen Wirbeln bewegen. Bartsch nennt sein Werk "rituelle Groove-Musik", und obwohl ich nicht sicher bin, was das Ritual ist, ist der Groove nicht zu überhören.“
Marco Fiebag, Rezensent für Black, meint: „Ronin verzichtet durch den eigenen Kollektiv-Gedanken auf die im Jazz meist nervigen „Dudel“-Solis und geht rhythmisch sehr repetitiv wie minimalistisch vor. Keiner der vier Musiker drängt sich dabei in den Vordergrund und alle agieren als Einheit, die jedoch genügend Raum lässt, um luftig und flexibel zu spielen. Es ist spannend wie entspannend zugleich, sich in den tiefen Zen-Groove der insgesamt 6 Tracks fallen zu lassen und sicher durch die rund 66 Minuten von „Awase“ getragen werden. Nie klang Bassklarinette und Altsaxophon für mich schöner und hypnotischer, als auf diesem Album, wenn sicher Jazz-Puristen und Coltrane oder Coleman-Fans dazu einschlafen werden. Die Vinyl-Version des Albums soll übrigens dazu ein audiophiler Leckerbissen sein, wenn auch das mehrmalige auflegen bzw. wenden der zwei Platten der rituellen Sogwirkung etwas abträglich ist. Für mich ist jedenfalls Nik Bärtsch die Entdeckung des Jahres und ich freue mich schon sehr auf das Konzert im November in der Jazz Tonne Dresden, wo ich das Vinyl hoffentlich direkt von der Band erwerben und signieren lassen kann!“

### Charts und Chartplatzierungen
| ChartsChartplatzierungen | Höchstplatzierung | Wochen |
| ------------------------ | ----------------- | ------ |
| Schweiz (IFPI)           | 44 (3 Wo.)        | 3      |